# Casinaria philippina
Casinaria philippina là một loài tò vò trong họ Ichneumonidae.